# Русичи (посёлок)
Русичи — посёлок в Белокалитвинском районе Ростовской области.
Входит в состав Коксовского сельского поселения.

## География

### Улицы
| - ул. Гагарина, - ул. Лесная, - ул. М. Горького, - ул. Нагорная, - ул. Новая, - ул. Первомайская, | - ул. Почтовая, - ул. Степная, - ул. Терешковой, - ул. Урицкого, - ул. Чернышевского, - ул. Шахтная. |

## История
В настоящее время посёлок частично заброшен. Летом 2017 года в посёлке произошёл пожар, который практически полностью уничтожил оставшиеся строения.

## Население
| 1989 | 2002 | 2010 |
| ---- | ---- | ---- |
| 706  | ↘344 | ↘227 |